# Renata Silva
Renata Silva es una deportista brasileña que compitió en judo. Ganó dos medallas de bronce en el Campeonato Panamericano de Judo, en los años 1988 y 1996.

## Palmarés internacional
| Campeonato Panamericano | Campeonato Panamericano  | Campeonato Panamericano | Campeonato Panamericano |
| Año                     | Lugar                    | Medalla                 | Categoría               |
| ----------------------- | ------------------------ | ----------------------- | ----------------------- |
| 1988                    | Buenos Aires (Argentina) | Medalla de bronce       | –45 kg                  |
| 1996                    | San Juan (Puerto Rico)   | Medalla de bronce       | –45 kg                  |